# Tereza Ganza-Aras
Tereza Ganza-Aras (ur. 29 listopada 1937 w Kašteli Sućurac, zm. 2 stycznia 2001 w Zagrzebiu) – chorwacka historyk i polityk.

## Życiorys
W 1962 roku ukończyła studia historyczne i łacinę na Wydziale Filozoficznym Uniwersytetu w Zadarze. W latach 1963–1974 pracowała jako asystent. W 1977 roku na tej samej uczelni uzyskała stopień naukowy doktora. Od 1990 roku była profesorem nadzwyczajnym tamże. W latach 1979–1990 pracowała jako bibliotekarz w zadarskim oddziale Jugosłowiańskiej Akademii Nauki i Sztuki. Od 1999 roku kierowała katedrą historii. Do jej zainteresowań naukowych należała w szczególności historia Chorwacji w XIX i XX wieku.
Była politykiem Chorwackiej Partii Socjalliberalnej (członkostwo od 1989 roku). W 1993 i 1997 roku uzyskała mandat parlamentarny. Na przełomie 1997/1998, w wyniku rozłamu w partii, dołączyła do nowo powstałej Partii Liberalnej, zostając jej wiceprzewodniczącą.

## Wybrane publikacje
(opracowano na podstawie materiału źródłowego)
- Politika »novog kursa« dalmatinskih pravaša oko Supila i Trumbića (1992)